# Robert Arthur Talbot Gascoyne-Cecil
Robert Arthur Talbot Gascoyne-Cecil, 3e marquis de Salisbury (3 février 1830-22 août 1903) est un homme d'État britannique conservateur qui est Premier ministre du Royaume-Uni à trois reprises pour un total de plus de treize ans. Il est également ministre des Affaires étrangères pendant une grande partie de son mandat, et au cours de ses deux dernières années de mandat, il est Lord du sceau privé.
Robert Cecil est élu pour la première fois à la Chambre des communes en 1854 et est Secrétaire d'État à l'Inde dans le gouvernement conservateur d'Edward Smith-Stanley de 1866 à 1867. En 1874, sous Disraeli, Salisbury revient en tant que secrétaire d'État pour l'Inde et, en 1878, est nommé ministre des Affaires étrangères et joue un rôle de premier plan au Congrès de Berlin. Après la mort de Disraeli en 1881, Salisbury devient le leader conservateur à la Chambre des Lords, avec Sir Stafford Northcote à la tête du parti aux Communes. Il succède à William Ewart Gladstone en tant que premier ministre en juin 1885 et occupe ce poste jusqu'en janvier 1886. Lorsque Gladstone se prononce en faveur du Home Rule pour l'Irlande, Salisbury s'oppose à lui et forme une alliance avec les unionistes libéraux séparatistes, remportant les Élections générales britanniques de 1886. Sa grande réussite dans ce mandat a été d'obtenir la majorité des nouveaux territoires en Afrique lors du Partage de l'Afrique, évitant une guerre ou une confrontation sérieuse avec les autres puissances. Il reste premier ministre jusqu'à ce que les libéraux de Gladstone forment un gouvernement avec le soutien des nationalistes irlandais lors des élections générales de 1892. Les libéraux, cependant, perdent les élections générales de 1895 et Salisbury devient pour la troisième et dernière fois premier ministre. Il mène la Grande-Bretagne à la victoire dans la seconde guerre des Boers, et mène les unionistes à une autre victoire électorale en 1900. Il laisse le poste de premier ministre à son neveu Arthur Balfour en 1902 et est décédé en 1903. Il est le dernier Premier ministre à siéger à la Chambre des lords.

## Jeunesse: 1830-1852
Robert Cecil est né à Hatfield House, troisième fils du 2e marquis de Salisbury et de Frances Mary Gascoyne. Il est un descendant patrilinéaire de William Cecil et du 1er comte de Salisbury, ministres en chef d'Elisabeth Ire. La famille possède de vastes domaines ruraux dans le Hertfordshire et le Dorset. Cette richesse augmente en 1821, lorsque son père épouse sa mère, Frances Mary Gascoyne, héritière d'un riche marchand et membre du Parlement qui a acheté de grands domaines dans l'Essex et le Lancashire.
Robert a une enfance triste, avec peu d'amis et passe son temps à lire. Il est brutalisé dans les écoles qu'il fréquente. En 1840, il va au Collège d'Eton, où il réussit en français, allemand, lettres classiques et théologie, cependant, il part en 1845 à cause de l'intimidation intense. Sa scolarité malheureuse façonne sa vision pessimiste de la vie et ses opinions négatives sur la démocratie. Il décide que la plupart des gens sont lâches et cruels, et que la foule foulerait aux pieds les individus sensibles.
En décembre 1847, il se rend à Christ Church, Oxford, où il reçoit une quatrième classe honorifique en mathématiques conféré par le privilège de noble en raison d'une mauvaise santé. Quand il est à Oxford il considère le mouvement d'Oxford ou "Tractarianism" comme une force enivrante ; il a une intense expérience religieuse qui marque sa vie. Il est impliqué dans l'Oxford Union comme secrétaire et trésorier de la Société. En 1853, il est élu membre du All Souls College d'Oxford.
En avril 1850, il entre au Lincoln's Inn, mais n'aime pas du droit. Son médecin lui conseille de voyager pour sa santé, et ainsi, de juillet 1851 à mai 1853, Cecil traverse la Colonie du Cap, l'Australie, y compris la Tasmanie et la Nouvelle-Zélande. Il n'aime pas les Boers et écrit que des institutions libres et l'autonomie gouvernementale ne peuvent être accordées à la colonie du Cap parce que les Boers sont trois fois plus nombreux que les Britanniques, et « cela nous livrera simplement pieds et poings liés au pouvoir de ces Hollandais, qui nous haïssent autant qu'un peuple vaincu peut haïr ses conquérants". Il trouve les Sud-Africains indigènes « un bel ensemble d'hommes - dont la langue porte les traces d'une civilisation ancienne très élevée », semblable à l'italien. Ils sont « une race intellectuelle, avec une grande fermeté et une volonté fixe » mais « horriblement immoral » car ils manquaient de théisme.

## Député: 1853-1866

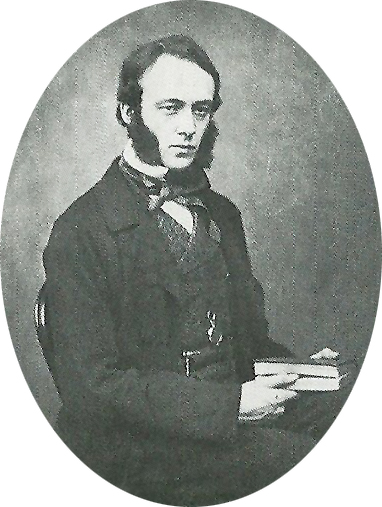
Lord Salisbury vers 1857

Il entre à la Chambre des communes sous l'étiquette conservateur le 22 août 1853, en tant que député de Stamford dans le Lincolnshire. Il conserve ce siège jusqu'à ce qu'il accède aux pairies de son père en 1868 et il n'a pas été contesté pendant son mandat en tant que représentant. Dans son discours électoral, il s'oppose à l'éducation laïque et à l'ingérence « ultramontaine » dans l'Église d'Angleterre qui est « en contradiction avec les principes fondamentaux de notre constitution ». Il s'opposerait à "toute altération de notre système représentatif qui perturberait les pouvoirs réciproques sur lesquels repose la stabilité de notre constitution". En 1867, après que son frère Eustache se soit plaint d'avoir été interpellé par des électeurs dans un hôtel, Cecil répond : « Un hôtel infesté d'électeurs influents est pire qu'un hôtel infesté d'insectes. C'est dommage qu'on ne puisse pas trimballer un insecticide en poudre pour se débarrasser de ce genre de vermine".
En décembre 1856, Cecil commence à publier des articles pour la Saturday Review, à laquelle il contribue anonymement pendant les neuf années suivantes. De 1861 à 1864, il y publie 422 articles ; au total, l'hebdomadaire a publié 608 de ses articles. La Quarterly Review est la principale revue intellectuelle de l'époque et des vingt-six numéros publiés entre le printemps 1860 et l'été 1866, Cecil a des articles anonymes dans tous sauf trois. Il écrit également des articles de fond pour le quotidien conservateur The Standard. En 1859, Cecil est l'un des coéditeurs fondateurs de la Bentley's Quarterly Review, avec John Douglas Cook et le révérend Guillaume Scott ; mais il ferme après quatre numéros.
Salisbury critique la politique étrangère de John Russell, affirmant qu'il est "toujours prêt à tout sacrifier pour la paix... collègues, principes, engagements… un mélange inquiétant de rebondissement et de bassesse… intrépide pour les faibles, les timides et les s'accrocher aux forts". Les leçons à tirer de la politique étrangère de Russell, croyait Salisbury, sont qu'il ne devrait pas écouter l'opposition ou la presse sinon « nous devons être gouvernés… dans l'opinion publique".

## Secrétaire d'État pour l'Inde : 1866-1867
En 1866, Robert Cecil , devenu vicomte Cranborne après la mort de son frère aîné, entre dans le troisième gouvernement de Lord Derby en tant que Secrétaire d'État à l'Inde. Lorsqu'en 1867 John Stuart Mill propose un type de représentation proportionnelle, Cranborne affirme que : « Ce n'est pas de notre atmosphère, ce n'est pas conforme à nos habitudes ; cela ne nous appartient pas".
Le 2 août, lorsque les Communes débattent de la famine d'Orissa en Inde, Cranborne se prononce contre les experts, l'économie politique et le gouvernement du Bengale. Utilisant les Blue Books, il critique les fonctionnaires pour « marcher dans un rêve... tous les devoirs de leur poste". Trois quarts de million de personnes sont mortes parce que les autorités ont choisi "de courir le risque de perdre la vie plutôt que de courir le risque de gaspiller l'argent". Le discours de Cranborne est reçu avec « une acclamation enthousiaste et chaleureuse des deux côtés de la Chambre » et Mill traverse le parquet de la Chambre des communes pour le féliciter. La famine laisse Cranborne avec une méfiance à vie des experts et dans les albums de photographies de sa maison couvrant les années 1866-1867, il y a deux images d'enfants indiens squelettiques parmi les photos de famille.

## Dans l'opposition: 1868-1874

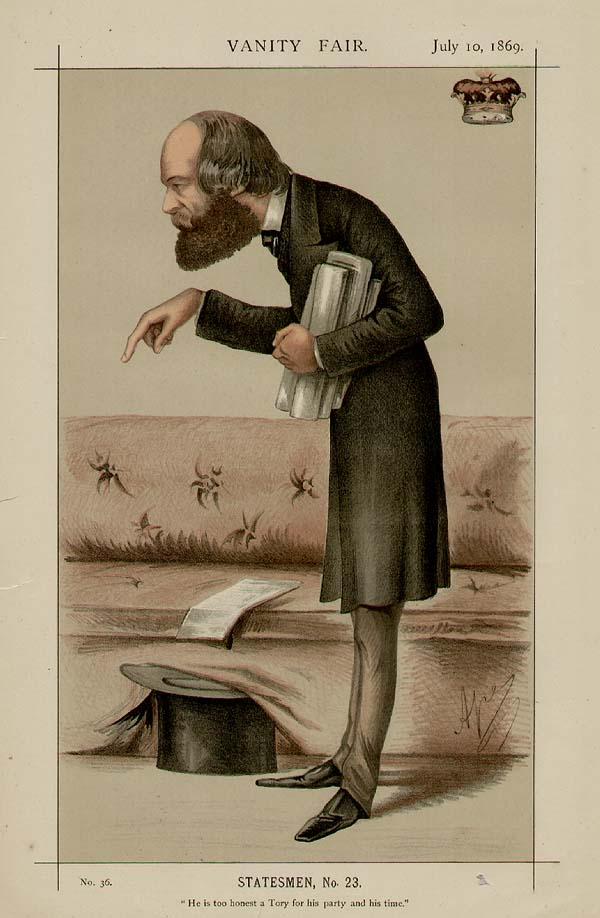
Le marquis de Salisbury caricaturé par " Ape " dans Vanity Fair, 1869

En 1868, à la mort de son père, il hérite du titre de marquis de Salisbury, devenant ainsi membre de la Chambre des lords. En 1869, il est élu chancelier de l'université d'Oxford et membre de la Royal Society. Entre 1868 et 1871, il est président du Great Eastern Railway, qui connaît alors des pertes.
À partir de 1868, il est colonel honoraire de ce qui est devenu le 4e bataillon (de milice) du Bedfordshire Regiment.

## Secrétaire d'État pour l'Inde : 1874-1878
Salisbury revient au gouvernement en 1874, à nouveau comme secrétaire d'État pour l'Inde dans le gouvernement de Benjamin Disraeli et d'ambassadeur plénipotentiaire de Grande-Bretagne à la Conférence de Constantinople de 1876. Salisbury développe progressivement de bonnes relations avec Disraeli, qu'il n'aimait pas et dont il se méfiait auparavant.
Au cours d'une réunion du Cabinet le 7 mars 1878, une discussion s'élève sur l'opportunité d'occuper Mytilène. Lord Derby écrit dans son journal que « [de] tous les présents Salisbury de loin le plus avide d'action : il a parlé de notre glissement dans une position de mépris : de notre humiliation, etc.. Lors de la réunion du Cabinet le lendemain, Derby enregistre que Lord John Manners s'oppose à l'occupation de la ville « pour le droit". Salisbury traite les scrupules de ce genre avec un mépris marqué, affirmant, à vrai dire, que si nos ancêtres s'étaient souciés des droits d'autrui, l'empire britannique n'aurait pas été créé. Il était plus véhément que quiconque pour continuer. Finalement, le projet a été abandonné…".

## Ministre des Affaires étrangères : 1878-1880
En 1878, Salisbury devient ministre des Affaires étrangères à temps pour aider la Grande-Bretagne à « la paix dans l'honneur » au Congrès de Berlin. Pour cela, il est récompensé de l'Ordre de la Jarretière avec Disraeli.

## Chef de l'opposition: 1881-1885
Après la mort de Disraeli en 1881, les conservateurs entrent dans une période de troubles. Les anciens dirigeants du parti avaient tous été nommés Premier ministre par le monarque régnant sur les conseils de leur prédécesseur partant à la retraite, et aucun processus n'était en place pour gérer la succession au cas où la direction deviendrait vacante pendant que le parti est dans l'opposition, ou que le leader sortant est décédé sans désigner de successeur, situations qui sont toutes deux survenues à la suite de la mort de Disraeli (un système formel d'élection des dirigeants ne sera adopté par le parti qu'en 1964, peu de temps après la chute du gouvernement d'Alec Douglas-Home). Salisbury devient le chef des membres conservateurs de la Chambre des Lords, bien que la direction générale du parti n'ait pas été officiellement attribuée. Il est en rivalité avec le chef des Communes, Sir Stafford Northcote, une lutte dans laquelle Salisbury l'emporte finalement. L'historien Richard Shannon soutient que si Salisbury a présidé l'une des plus longues périodes de domination conservatrice, il a mal interprété et mal géré ses succès électoraux. L'aveuglement de Salisbury vis-à-vis de la classe moyenne et sa dépendance à l'aristocratie empêchèrent les conservateurs de devenir un parti majoritaire.

## Premier ministre: 1885-1886

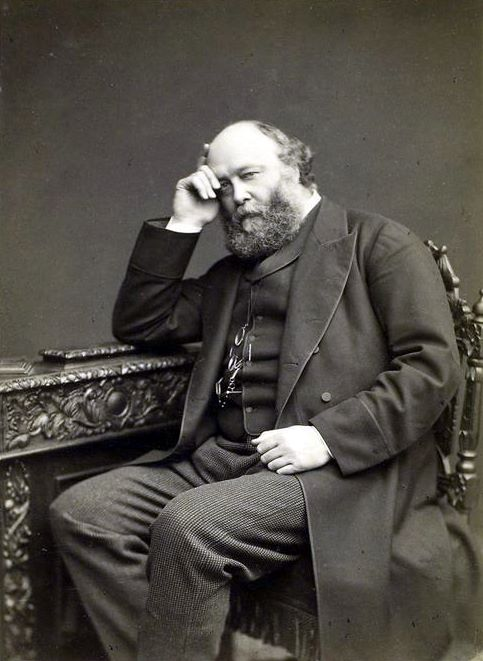
Lord Salisbury.

Salisbury devient premier ministre d'un gouvernement minoritaire de 1885 à 1886. Dans le numéro de novembre 1883 de la National Review, Salisbury écrit un article intitulé « Labourers' and Artisans' Dwellings » dans lequel il affirme que les mauvaises conditions de logement de la classe ouvrière sont préjudiciables à la moralité et à la santé. Salisbury déclare que « le laissez-faire est une doctrine admirable mais elle doit être appliquée des deux côtés », car le Parlement a adopté de nouveaux projets de construction (tels que le Thames Embankment ) qui ont déplacé la classe ouvrière et est responsable de « resserrer les gens". La Pall Mall Gazette soutient que Salisbury a navigué dans « les eaux troubles du socialisme d'État » ; le Manchester Guardian déclare que son article est « du socialisme d'État pur et simple » et le Times affirme que Salisbury est « en faveur du socialisme d'État ».
En juillet 1885, le projet de loi sur le logement des classes ouvrières est présenté par le ministre de l'Intérieur, Richard Cross (1er vicomte Cross) aux Communes et Salisbury aux Lords. Lorsque Francis Charteris critique le projet de loi comme « étranglant l'esprit d'indépendance et l'autonomie du peuple et détruisant la fibre morale de notre race dans les spirales anaconda du socialisme d'État », Salisbury répond : « N'imaginez pas qu'en apposant simplement à lui le reproche du socialisme, vous pouvez sérieusement affecter le progrès de tout grand mouvement législatif, ou détruire ces grands arguments qui sont dérivés des principes les plus nobles de la philanthropie et de la religion".
Bien qu'incapable d'accomplir grand-chose en raison de son manque de majorité parlementaire, la scission des libéraux sur l'Irish Home Rule en 1886 lui permet de revenir au pouvoir avec une majorité et, à l'exception d'un gouvernement libéral minoritaire (1892-1895), d'être premier ministre de 1886 à 1902.

## Premier ministre: 1886-1892

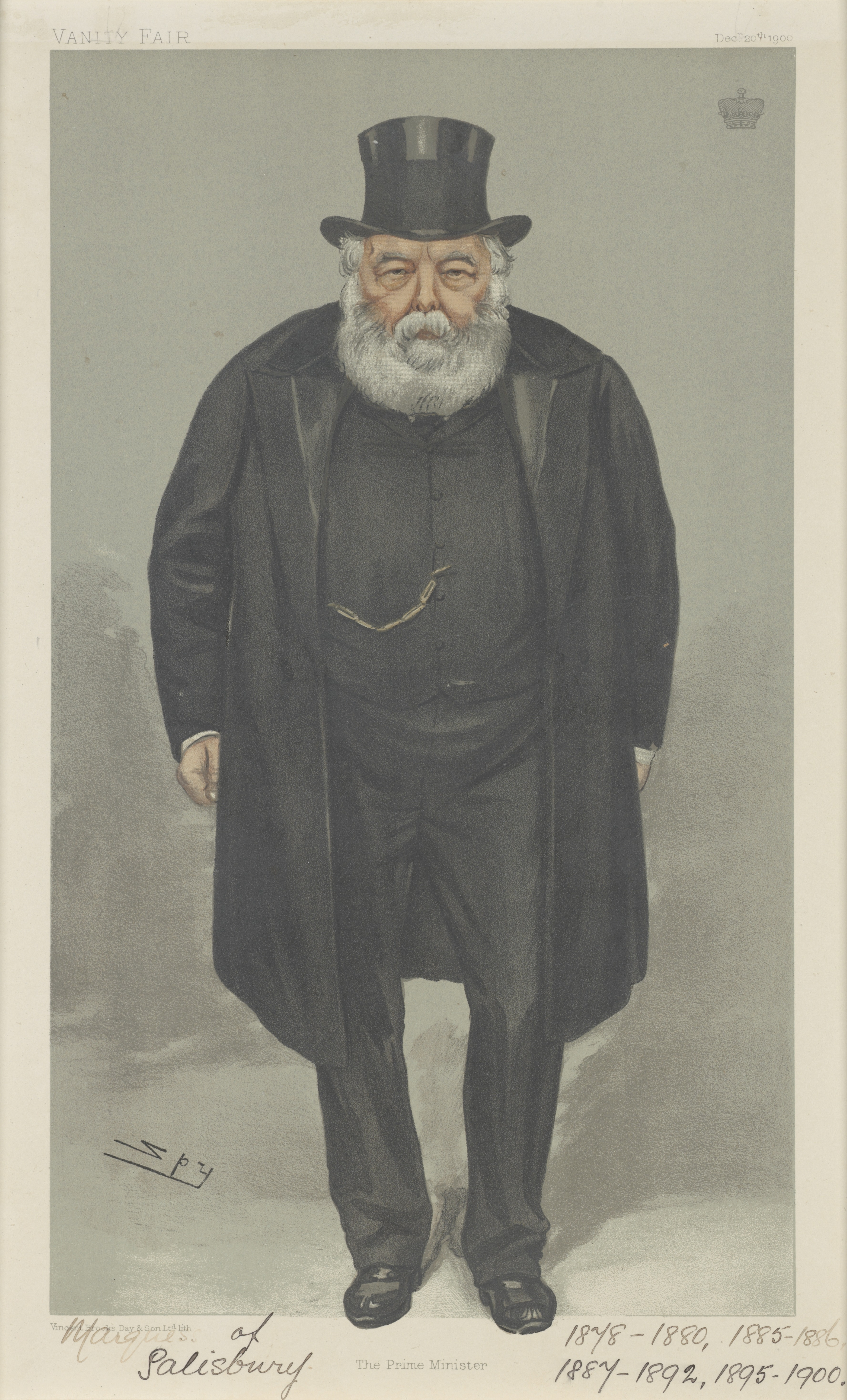
Salisbury caricaturé par Spy pour Vanity Fair, 1900

Salisbury est de retour au pouvoir, bien que sans majorité conservatrice ; il dépend des unionistes libéraux, dirigés par Lord Hartington. Le maintien de l'alliance force Salisbury à faire des concessions en faveur d'une législation progressiste concernant les achats de terres irlandaises, l'éducation et les conseils de comté. Son neveu Arthur Balfour acquiert une solide réputation de coercition résolue en Irlande et est promu à la tête des Communes en 1891. Le Premier ministre s'avère habile dans sa gestion de la presse, comme Sir Edward Walter Hamilton le note dans son journal en 1887, il est : « le premier ministre le plus accessible à la presse. Il n'est pas enclin à donner des informations : mais quand il le fait, il les donne librement, et on peut toujours se fier à ses informations".

### Politique étrangère
Salisbury garde à nouveau le ministère des Affaires étrangères (à partir de janvier 1887), et sa diplomatie continue à faire preuve d'un haut niveau d'habileté, évitant les extrêmes de Gladstone à gauche et Disraeli à droite. Sa politique rejette les alliances enchevêtrées – qui à l'époque et depuis sont appelées « un splendide isolement ». Il réussit à négocier des différends sur les revendications coloniales avec la France et d'autres. Les problèmes majeurs sont en Méditerranée, où les intérêts britanniques sont importants depuis un siècle. Il est particulièrement important de protéger le canal de Suez et les voies maritimes vers l'Inde et l'Asie. Il met fin à l'isolement de la Grande-Bretagne par les accords méditerranéens (mars et décembre 1887) avec l'Italie et l'Autriche-Hongrie. Il voit la nécessité de maintenir le contrôle des mers et adopte le Naval Defence Act de 1889, qui facilite la dépense de 20 millions £ supplémentaires pour la Royal Navy au cours des quatre années suivantes. C'est la plus grande expansion de la marine jamais réalisée en temps de paix : dix nouveaux cuirassés, trente-huit nouveaux croiseurs, dix-huit nouveaux torpilleurs et quatre nouvelles canonnières rapides. Traditionnellement (depuis la bataille de Trafalgar), la Grande-Bretagne possède une marine un tiers plus grande que son rival naval le plus proche, mais maintenant la Royal Navy est réglée sur la norme des deux puissances ; qu'il serait maintenu « à un niveau de force équivalent à celui des forces combinées des deux prochaines plus grandes marines du monde ». Cela vise la France et la Russie.
Salisbury se voit offrir un duché par la reine Victoria en 1886 et 1892, mais décline les deux offres, citant le coût prohibitif du mode de vie que les ducs devaient maintenir et déclarant qu'il préfère avoir un ancien marquisat qu'un duché moderne.

#### Ultimatum de 1890 sur le Portugal
Des problèmes surviennent avec le Portugal, qui a construit un empire colonial en Afrique qu'il ne pouvait pas se permettre. Il y a un choc des visions coloniales entre le Portugal (la « Carte rose », réalisée par la Société de géographie de Lisbonne après les expéditions en Afrique d'Alexandre de Serpa Pinto, Hermenegildo Capelo et Roberto Ivens) et l'Empire britannique (Cecil Rhodes " Chemin de fer du Cap au Caire ") vient après des années de conflit diplomatique au sujet de plusieurs territoires africains avec le Portugal et d'autres puissances. Le Portugal, en difficulté financière, doit abandonner plusieurs territoires correspondant aux actuels Malawi, Zambie et Zimbabwe au profit de l'Empire britannique.

## Chef de l'opposition: 1892-1895
Au lendemain des élections générales de 1892, Balfour et Chamberlain souhaitent poursuivre un programme de réforme sociale qui, selon Salisbury, aliénerait « bon nombre de personnes qui ont toujours été avec nous » et que « ces questions sociales sont destinées à briser notre soirée". Lorsque les libéraux et les nationalistes irlandais (qui sont majoritaires dans le nouveau Parlement) votent avec succès contre le gouvernement, Salisbury démissionne de son poste de Premier ministre le 12 août. Son secrétaire particulier au ministère des Affaires étrangères écrit que Salisbury « a montré une joie indécente à sa libération ».
Salisbury - dans un article de novembre pour la National Review intitulé « Révision constitutionnelle » - déclare que le nouveau gouvernement, qui n'a pas de majorité en Angleterre et en Écosse, n'a pas de mandat pour le Home Rule et fait valoir que parce qu'il n'y a pas de référendum, seule la Chambre des Lords pourrait fournir la consultation nécessaire avec la nation sur les politiques de changement organique. Les Lords refusent le deuxième projet de loi sur l'autonomie par 419 voix contre 41 en septembre 1893, mais Salisbury les empêchent de s'opposer au projet sur les droits de succession du chancelier libéral en 1894. En 1894, Salisbury devient également président de la British Association for the Advancement of Science présentant un discours inaugural notable le 4 août de la même année,. Les élections générales de 1895 donnent une large majorité unioniste.

## Premier ministre: 1895-1902

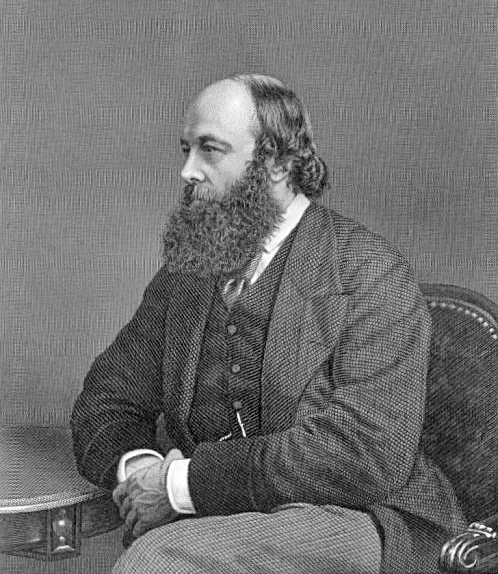
Lord Salisbury

L'expertise de Salisbury est dans les affaires étrangères. Pendant la majeure partie de son mandat de Premier ministre, il n'est pas Premier Lord du Trésor, le poste traditionnel occupé par le Premier ministre, mais ministre des Affaires étrangères. À ce titre, il gère les affaires étrangères de la Grande-Bretagne, mais il se montre sarcastique à propos d'une politique de « Splendide isolement », tel n'est pas son objectif.

### Politique étrangère
En affaires étrangères, Salisbury est contesté dans le monde entier. La politique de longue date de " Splendide isolement " a laissé la Grande-Bretagne sans alliés et peu d'amis. En Europe, l'Allemagne s'inquiète de sa puissance industrielle et navale croissante et de l'instabilité causée par le déclin de l'Empire ottoman et sa politique étrangère est erratique. La France menace le contrôle britannique du Soudan. Dans les Amériques, pour des raisons de politique intérieure, le président américain Cleveland fabrique une querelle au sujet de la frontière du Venezuela avec la Guyane britannique. En Afrique du Sud, le conflit menace avec les deux républiques boers. Dans le Grand Jeu en Asie centrale, la ligne qui sépare la Russie et l'Inde britannique en 1800 se rétrécit. En Chine, la domination économique britannique est menacée par d'autres puissances qui veulent contrôler des parties de la Chine.

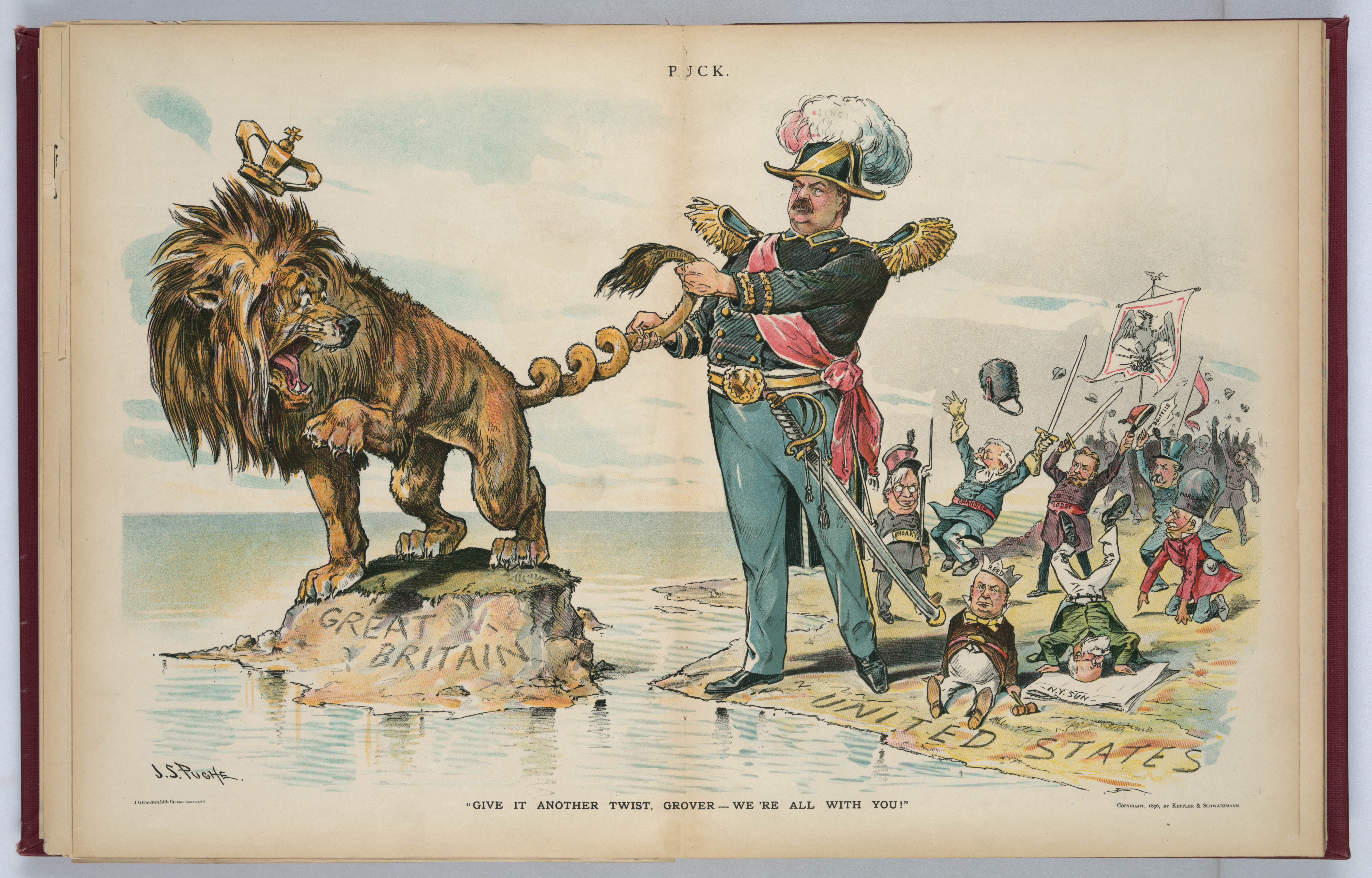
Le président Cleveland tord la queue du lion britannique concernant le Venezuela, une politique saluée par les catholiques irlandais aux États-Unis ; dessin animé dans Puck par JS Pughe, 1895

La tension avec l'Allemagne s'apaise en 1890 après un accord d'échange de possessions allemandes en Afrique de l'Est contre Heligoland, une île au large des côtes allemandes. Cependant, avec le départ de Bismarck et un nouveau Kaiser agressif, les tensions augmentent et les négociations échouent. La France recule en Afrique après que les Britanniques aient prévalu lors de l'incident de Fachoda. La crise vénézuélienne est réglée à l'amiable et Londres et Washington deviennent amis après que Salisbury ait donné à Washington ce qu'il voulait dans le différend frontalier avec l'Alaska. La politique de la porte ouverte et un traité de 1902 avec le Japon ont résolu la crise chinoise. Cependant, en Afrique du Sud, la guerre des Boers éclate en 1899 et pendant quelques mois, il semble que les Boers sont en train de gagner.

#### Crise vénézuélienne avec les États-Unis
En 1895 éclate la crise vénézuélienne avec les États-Unis. Un différend frontalier entre la colonie de la Guyane britannique et le Venezuela provoque une crise anglo-américaine majeure lorsque les États-Unis interviennent pour prendre le parti du Venezuela. La propagande parrainée par le Venezuela convainc l'opinion publique américaine que les Britanniques empiètent sur le territoire vénézuélien. Les États-Unis demandent une explication et Salisbury refuse. La crise s'aggrave lorsque le président Grover Cleveland, citant la doctrine Monroe, lance un ultimatum à la fin de 1895. Le cabinet de Salisbury le convainc qu'il doit aller en arbitrage. Les deux parties se calment et le problème est rapidement résolu grâce à un arbitrage qui confirme largement la position britannique sur la ligne frontière légale. Salisbury reste en colère mais un consensus est atteint à Londres, dirigé par Henry Petty-Fitzmaurice, pour rechercher des relations beaucoup plus amicales avec les États-Unis,. En se tenant aux côtés d'une nation latino-américaine contre l'empiètement des Britanniques, les États-Unis ont amélioré leurs relations avec les Latino-Américains, et la manière cordiale de la procédure a amélioré les relations diplomatiques américaines avec la Grande-Bretagne. Malgré la popularité des Boers dans l'opinion publique américaine, Washington soutient Londres pendant la Seconde Guerre des Boers.

#### Afrique
Un accord anglo-allemand (1890) résout les revendications conflictuelles en Afrique de l'Est ; La Grande-Bretagne reçoit de vastes territoires à Zanzibar et en Ouganda en échange de la petite île de Heligoland dans la mer du Nord. Les négociations avec l'Allemagne sur des questions plus larges échouent. En janvier 1896, l'imprudent Guillaume II allemand intensifie les tensions en Afrique du Sud avec son télégramme Kruger félicitant le président boer Paul Kruger du Transvaal pour avoir repoussé le raid britannique Jameson. Les autorités allemandes à Berlin ont réussi à empêcher le Kaiser de proposer un protectorat allemand sur le Transvaal. Le télégramme se retourne contre lui, alors que les Britanniques commencent à voir l'Allemagne comme une menace majeure. Les Britanniques déplacent leurs forces de l'Égypte vers le sud au Soudan en 1898, assurant le contrôle complet de cette région problématique. Cependant, une forte force britannique affronte de manière inattendue une petite expédition militaire française à Fachoda. Salisbury résout les tensions et recherche des relations plus amicales avec la France,.

#### Seconde guerre des Boers
Après la découverte d'or en République sud-africaine (appelée Transvaal) dans les années 1880, des milliers d'hommes britanniques affluent vers les mines d'or. Le Transvaal et sa république sœur, l'État libre d'Orange sont de petites nations rurales et indépendantes fondées par des Afrikaners, descendants d'immigrants néerlandais dans la région avant 1800. Les mineurs nouvellement arrivés sont nécessaires pour leur travail et leurs opérations commerciales, mais les Afrikaners se méfient d'eux, qui les appelent « Uitlander ». Les uitlanders sont largement plus nombreux que les Boers dans les villes et les districts miniers ; ils doivent payer de lourdes taxes et ont des droits civiques limités et aucun droit de vote. Les Britanniques, jaloux des mines d'or et de diamant et très protecteurs de leurs compatriotes, exigent des réformes, qui sont rejetées. Un effort britannique privé à petite échelle pour renverser le président du Transvaal, Paul Kruger, le raid Jameson de 1895, est un fiasco et présage un conflit à grande échelle, car tous les efforts diplomatiques échouent.
La guerre commence le 11 octobre 1899 et se termine le 31 mai 1902 où la Grande-Bretagne affronte les deux petites nations boers lointaines. Le Premier ministre laisse son ministre colonial extrêmement énergique Joseph Chamberlain prendre en charge la guerre. Les efforts britanniques sont basés à partir de sa colonie du Cap et de la colonie du Natal. Il y a quelques alliés africains indigènes, mais généralement les deux côtés évitent d'utiliser des soldats noirs. L'effort de guerre britannique est également soutenu par des volontaires de tout l'Empire. Toutes les autres nations sont neutres, mais l'opinion publique y est largement hostile à la Grande-Bretagne. À l'intérieur de la Grande-Bretagne et de son empire, il y a également une opposition importante à la Seconde Guerre des Boers en raison des atrocités et des échecs militaires,,.
Les Britanniques sont trop confiants et sous-préparés. Chamberlain et d'autres hauts responsables de Londres ignorent les avertissements répétés des conseillers militaires selon lesquels les Boers sont bien préparés, bien armés et se battent pour leurs maisons sur un terrain très difficile. Les Boers avec environ 33 000 soldats, contre 13 000 soldats britanniques de première ligne, frappent en premier, assiégeant Ladysmith, Kimberly et Mafeking, et remportant d'importantes batailles à Colenso, Magersfontein et Stormberg à la fin de 1899. Décalés, les Britanniques ripostent, soulagent les villes assiégées et se préparent à envahir d'abord l'État libre d'Orange, puis le Transvaal à la fin des années 1900. Les Boers refusent de se rendre ou de négocier et retournent à la guérilla. Après deux ans de durs combats, la Grande-Bretagne, utilisant plus de 400 000 soldats, détruit systématiquement la résistance, soulevant des plaintes mondiales contre sa brutalité. Les Boers se battent pour leurs maisons et leurs familles, qui leur fournissent de la nourriture et des cachettes. La solution britannique consiste à reloger de force tous les civils boers dans des camps de concentration lourdement gardés, où 28 000 meurent de maladie. Ensuite, ils bloquent systématiquement et traquent les unités de combat boers très mobiles. Les batailles sont de petites opérations ; la plupart des 22 000 morts britanniques sont victimes de maladies. La guerre coûte 217 millions de livres sterling et démontre que l'armée a un besoin urgent de réformes, mais elle se termine par la victoire des Britanniques et les conservateurs remportent les élections kaki de 1900. Les Boers reçoivent des conditions généreuses et les deux anciennes républiques sont incorporées dans l'Union d'Afrique du Sud en 1910,.
La guerre a de nombreux critiques véhéments, principalement dans le parti libéral. Cependant, dans l'ensemble, la guerre est bien accueillie par le public britannique, qui organise de nombreuses manifestations publiques et défilés de soutien. Bientôt, des monuments commémoratifs sont construits à travers la Grande-Bretagne. La forte demande du public pour une couverture médiatique permet que la guerre soit bien couverte par les journalistes – y compris le jeune Winston Churchill – et les photographes, ainsi que par les épistoliers et les poètes. Le général Redvers Buller impose une censure stricte et n'a pas d'amis dans les médias, qui le décrivent comme un bouffon gaffeur. Dans un contraste dramatique, le maréchal Frederick Roberts choie la presse, qui répond en faisant de lui un héros national.

#### Rivalité navale avec l'Allemagne
En 1897, l'amiral Alfred von Tirpitz devient secrétaire d'État à la marine impéial allemande et commence sa transformation d'une petite force de défense côtière en une flotte destinée à défier la puissance navale britannique. Tirpitz appelle à une Risikoflotte ou « flotte à risque » qui rendrait trop risqué pour la Grande-Bretagne de s'attaquer à l'Empire allemand dans le cadre d'un projet plus large visant à modifier l'équilibre international des pouvoirs de manière décisive en faveur de l'Allemagne. Dans le même temps, le ministre allemand des Affaires étrangères Bernhard von Bülow appelle à la Weltpolitik (politique mondiale). C'est la nouvelle politique de l'Allemagne d'affirmer sa prétention à être une puissance mondiale. La politique de Realpolitik (politique réaliste) du chancelier Otto von Bismarck est abandonnée car l'Allemagne a l'intention de défier et de bouleverser l'ordre international. Le résultat à long terme est l'incapacité de la Grande-Bretagne et de l'Allemagne à être amis ou à former une alliance.
La Grande-Bretagne réagit à la course accélérée aux armements navals de l'Allemagne par des innovations majeures, en particulier celles développées par l'amiral Fisher. Le développement le plus important est dévoilé - après la mort de Salisbury - l'entrée du HMS Dreadnought en service en 1906, ce qui rend tous les cuirassés du monde obsolètes et fait reculer les plans allemands.

### Politique intérieure
En Irlande, il cherche à "tuer le Home Rule avec gentillesse" en lançant un programme de réforme agraire qui aide des centaines de milliers de paysans irlandais à obtenir la propriété foncière et met fin aux plaintes contre les propriétaires anglais. La loi de 1898 sur les enseignants des écoles élémentaires (pension de retraite) permet aux enseignants de s'assurer une rente via le paiement de contributions volontaires. La Loi sur l'éducation élémentaire de 1899 permet aux conseils scolaires d'assurer l'éducation des enfants mentalement et physiquement déficients et épileptiques.

### Honneurs et retraite
En 1895 et 1900, il est nommé Gouverneur des Cinq-Ports et High Steward of the City and Liberty of Westminster, qu'il occupe à vie.
Le 11 juillet 1902, la santé défaillante et très affecté par la mort de sa femme (il est veuf le 20 novembre 1899), Salisbury démissionne. Il est remplacé par son neveu, Arthur Balfour. Le roi Édouard VII lui confère la Grand-Croix de l'Ordre royal de Victoria (GCVO), avec l'étoile de l'ordre sertie de brillants, lors de son audience de démission.

## Dernière année: 1902-1903
Salisbury, en raison de difficultés respiratoires causées par son poids important, commence à dormir sur une chaise à Hatfield House. À ce moment-là, il souffre également d'une maladie cardiaque et plus tard d'un empoisonnement du sang causé par une jambe ulcérée. Sa mort en août 1903 fait suite à une chute de cette chaise.
Salisbury est enterré à l'église St Etheldreda, Hatfield, où Lord Melbourne, son prédécesseur en tant que premier ministre, est également enterré.
À la mort de Salisbury, sa succession est évaluée à 310 336 livres sterling (équivalent à 33,570,090 £ en 2015).

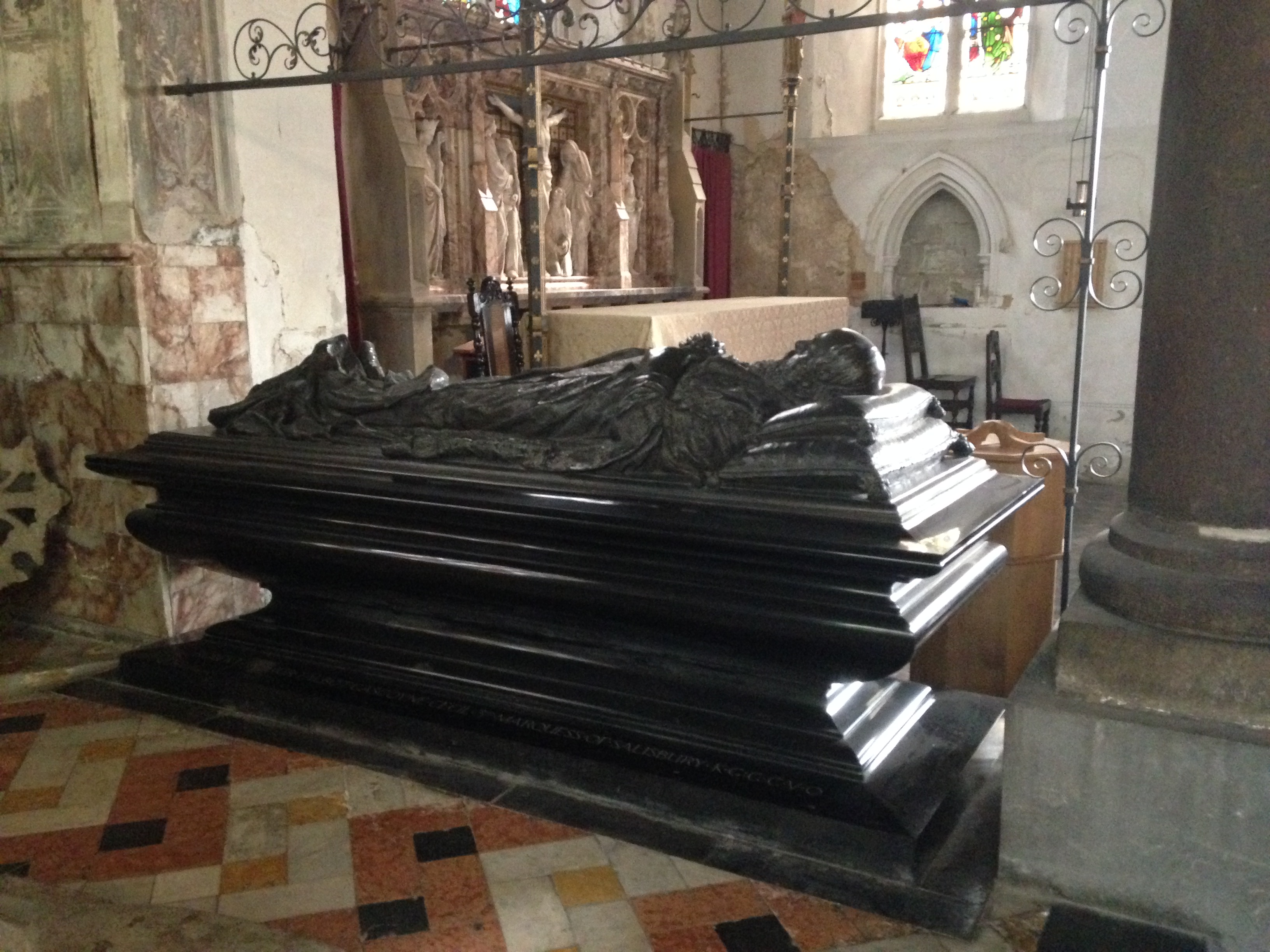
Monument commémorant l'enterrement de Salisbury à l'église St Etheldreda, Hatfield, Hertfordshire

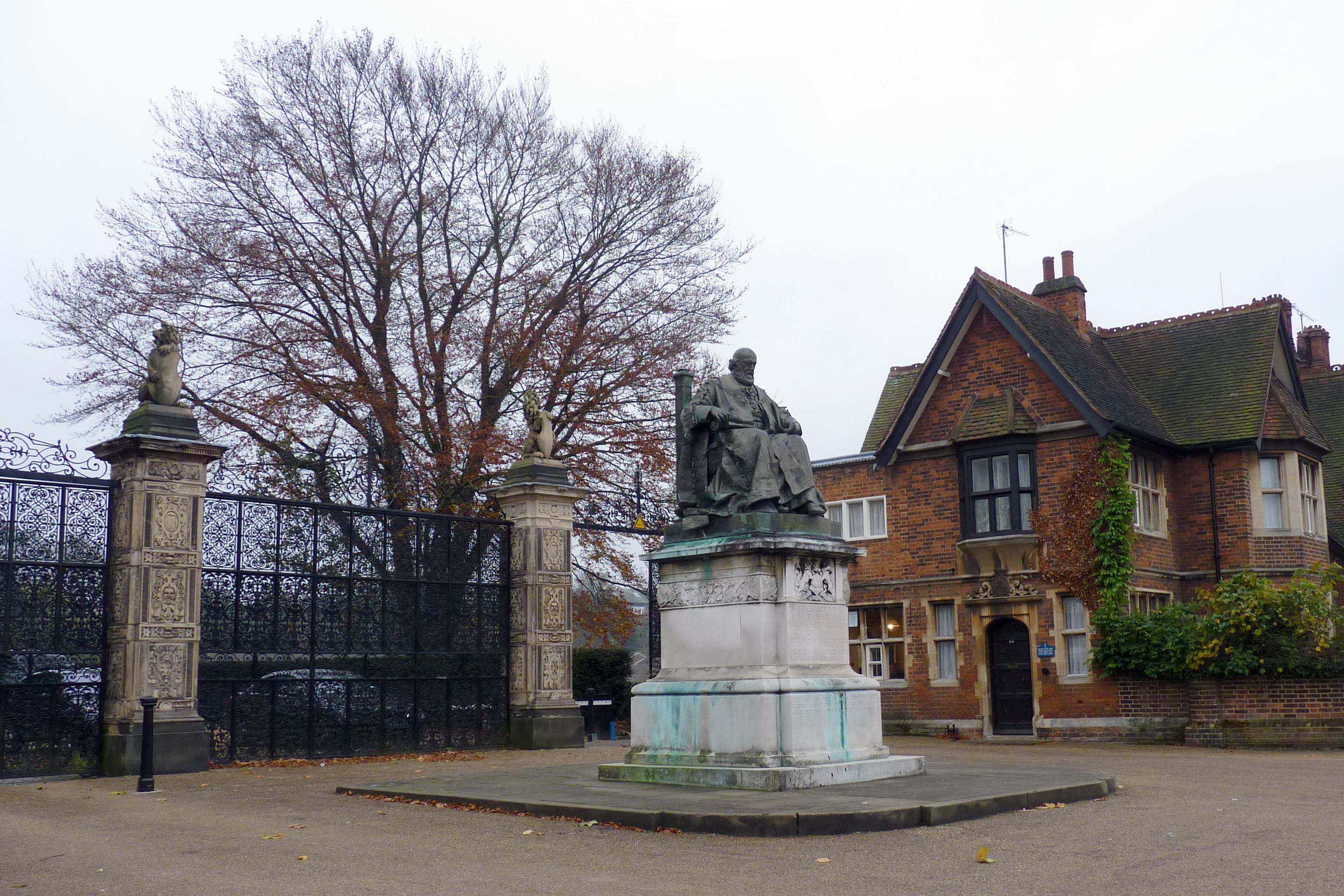
Statue de Salisbury devant les portes du parc de Hatfield House

De nombreux historiens décrivent Salisbury comme un homme d'État de principe du conservatisme traditionnel et aristocratique : un premier ministre qui a promu un impérialisme prudent et a résisté aux réformes radicales du parlement et du droit de vote.
Une attention considérable est consacrée à ses écrits et à ses idées. L'historien conservateur Robert Blake considère Salisbury comme « la figure intellectuelle la plus formidable que le parti conservateur ait jamais produite ». En 1977, le groupe Salisbury est fondé, présidé par Robert Gascoyne-Cecil, 6e marquis de Salisbury et nommé d'après le 3e marquis. Il publie des brochures prônant des politiques conservatrices. Le trimestriel universitaire The Salisbury Review est nommé en son honneur (par Michael Oakeshott) lors de sa fondation en 1982.

## Vie familiale et personnelle
Robert Cecil est le troisième fils de James Gascoyne-Cecil (2e marquis de Salisbury), un homme politique conservateur. En 1857, il défie son père qui veut qu'il épouse une riche héritière pour protéger les terres de la famille. Il épouse plutôt Georgina Alderson, la fille de Sir Edward Alderson, un juge modérément notable et de rang social inférieur à celui des Cecil. Le mariage s'est avéré heureux. Robert et Georgina ont huit enfants, dont sept survivent à la petite enfance. Il est un père indulgent et s'assure que ses enfants aient une enfance bien meilleure que celle dont il a souffert. Coupé de l'argent de sa famille, Robert fait vivre sa famille par le biais du journalisme et s'est ensuite réconcilié avec son père. Ses enfants sont :
- Beatrix Maud Cecil (11 avril 1858-27 avril 1950) ; elle épouse William Palmer (2e comte de Selborne) le 27 octobre 1883. Ils ont quatre enfants.
- Gwendolen Cecil (28 juillet 1860-28 septembre 1945), auteur et biographe de son père ; elle ne s'est jamais mariée. SS Gwendolen, lancé en 1899 sur le lac Nyassa, porte son nom.
- James Gascoyne-Cecil (23 octobre 1861-4 avril 1947) ; il épouse lady Cicely Gore le 17 mai 1887. Ils ont sept enfants.
- William Cecil, évêque d'Exeter (9 mars 1863 - 23 juin 1936) ; il épouse lady Florence Bootle-Wilbraham le 16 août 1887.
- Robert Cecil (14 septembre 1864-24 novembre 1958) ; il épouse lady Eleanor Lambton le 22 janvier 1889.
- Fanny Georgina Mildred Cecil (1865)-24 avril 1867)
- Edward Cecil (en) (12 juillet 1867-13 décembre 1918) ; il épouse Violet Maxse le 18 juin 1894. Ils ont deux enfants.
- Hugh Cecil (14 octobre 1869-10 décembre 1956)

Salisbury souffre de prosopagnosie, un trouble cognitif qui rend difficile la reconnaissance des visages familiers.